# Iamansàrovo
Iamansàrovo (en rus: Ямансарово) és un poble de Baixkíria, a Rússia, que en el cens del 2010 tenia 232 habitants. Pertany al districte de Iermolàievo.